# Бурлюк (беклярбек)
Бурлюк (Буркук) (*д/н — 1309/1310) — політичний та військовий діяч Золотої Орди, беклярбек.

## Життєпис
Походив з роду Чингізидів. Четвертий син хана Менгу-Тимура. У 1291 році разом зі своїми братами Сарай-Бугою, Туданом приєднався до змови Токти та Ногая проти Тула-Буги.
Підтримав Токту, що став ханом, у протистоянні Ногаю. Достовірно відома його участь у другому поході 1299/1300 років. За це отримав посаду беклярбека і керування Крилом Мувала. Переніс свою ставку в область Дону.
Близько 1301 року командував військами, відправленими Токтою на допомогу повсталим емірам Тунгузу і Тазу проти старшого сина Ногая — Чаки. Надалі діяв спільно з Токтою у поході проти Болгарії, де отаборився переможений Чака.
Під час змови Сарай-Буги та Турая (сина Ногая) відправив гінця до Токти із попередженням. Хан зібрав війська і раптово напав на табір Сарай-Буги та Турая. Обидва змовники були взяті під варту і страчені. Близько 1302 року зажадав від хана видачі Кара-Кісека (сина Чаки). Проте останній із двома своїми родичами Чарик-Теміром та Юлукутлом і 3 тис. вершників втік до Польського королівства. Того ж року Бурлюк командував 20-тисячним військом, відправленим Токтою на підтримку Баяна, претендента на трон Білої Орди. В результаті вдалося перемогти іншого претендента — Куйлюка.
Арабські автори відносять смерть Бурлюка до червня 1309/травня 1310 року.